# Repubblica libera del Congo
La Repubblica libera del Congo (République Libre du Congo) o Congo-Stanleyville, fu un governo rivale durante la crisi del Congo comprendente le regioni orientali dell'attuale Repubblica Democratica del Congo (al tempo denominata Repubblica del Congo), durato dal 12 dicembre 1960 al 16 gennaio 1962.

## Storia
Dopo l'indipendenza del Congo belga il 30 giugno 1960, l'11 luglio la ricca regione del Katanga nel sud del Paese proclamò la secessione, con il suo leader Moise Ciombe.
In seguito alla deposizione del primo ministro della Repubblica del Congo Patrice Lumumba nel settembre 1960, nel bel mezzo della crisi del Congo, molti dei suoi sostenitori rimasero delusi dal nuovo governo di Léopoldville (l'odierna Kinshasa).
Sotto il vice di Lumumba, Antoine Gizenga il 12 dicembre 1960, la sinistra si organizzò a Stanleyville (l'attuale Kisangani) proclamata capitale, e dichiarò che il proprio governo era il successore legale dell'amministrazione del primo ministro.
Gizenga accumulò rapidamente una forza militare e, occupò vaste porzioni di territorio congolese. Al 20 febbraio 1961, il suo governo a Stanleyville, sostenuto dai sovietici, fu riconosciuto da sedici Stati del mondo, ovvero: Unione Sovietica, Cina, Mongolia, Polonia, Germania Est, Jugoslavia, Albania, Bulgaria, Ungheria, Cuba, Repubblica irachena, Repubblica Araba Unita, Ghana, Guinea, Governo provvisorio della Repubblica algerina e Marocco.
Ad agosto, i negoziati tra i due governi portarono Gizenga ad accettare di ritirarsi; tuttavia, Gizenga poco dopo prese le distanze dall'amministrazione centrale e ricostruì il proprio potere politico e militare. In novembre avvenne l'eccidio di Kindu dove miliziani dell'esercito trucidarono 13 aviatori italiani in servizio con l'ONUC.
Una offensiva dell'esercito nazionale congolese guidato dal generale Mobutu sconfisse i ribelli, Stanleyville fu occupata e Gizenga fu arrestato il 16 gennaio 1962.

## Territorio
Il suo territorio comprendeva le seguenti province orientali:
- provincia di Maniema
- provincia Orientale
- provincia del Kivu Nord
- provincia del Kivu Sud